# Bullockia maldonadoi
Bullockia maldonadoi là một loài cá da trơn trong họ Trichomycteridae, và loài duy nhất trong chi Bullockia. Con trưởng thành dài khoảng 7 centimetres (2.8 in) and có nguồn gốc từ Chile.